# Harzer (Beruf)

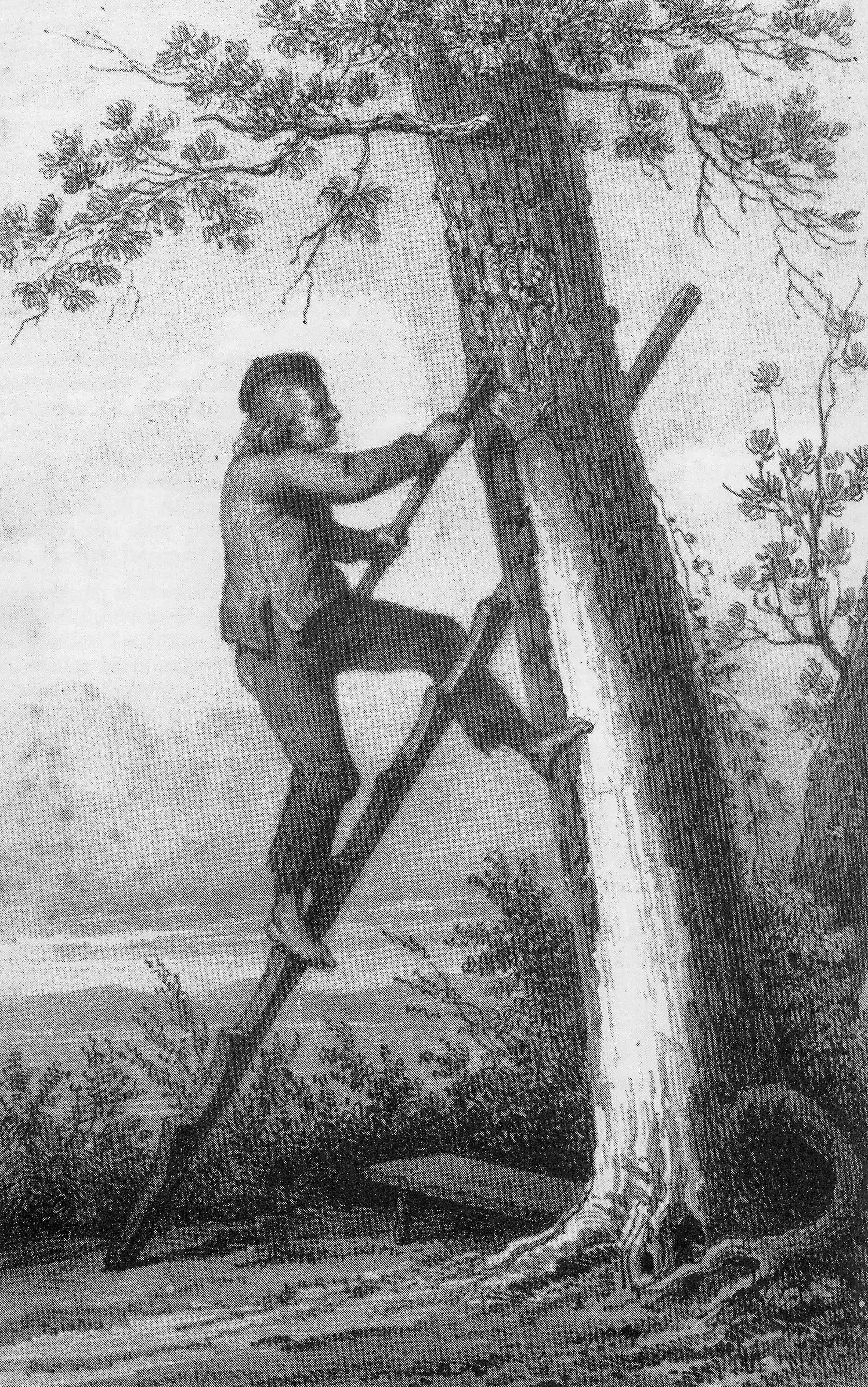
Französischer Harzer

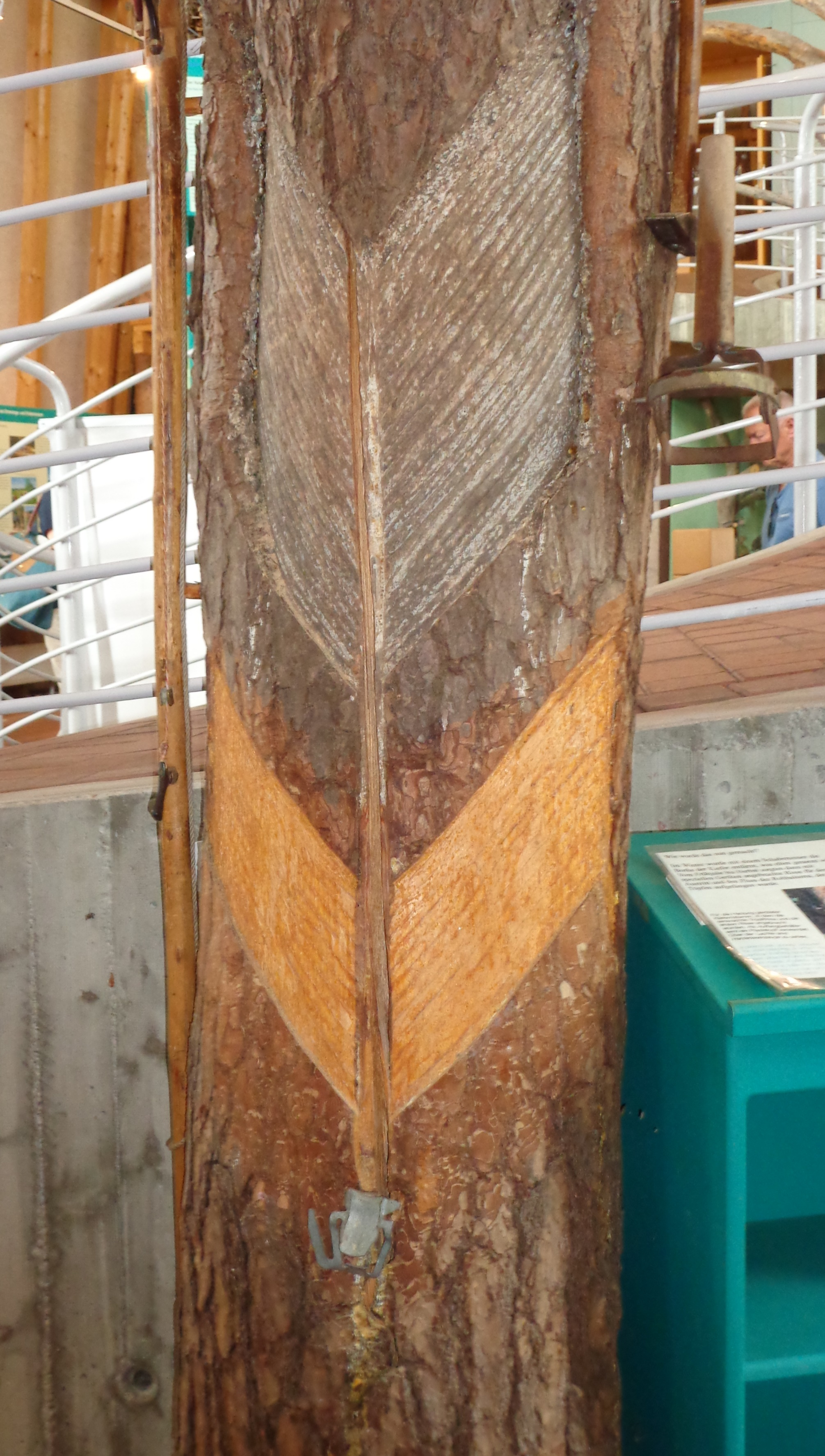
Kiefernstamm

Mit Harzer werden Personen bezeichnet, die Tätigkeiten in Zusammenhang mit der Harzgewinnung oder Verarbeitung ausüben. Das Harzen ist eine im 19. und 20. Jahrhundert weitgehend verschwundene handwerkliche Tätigkeit, die teils als eigenständiger Beruf, teils zur Gewinnung eines Zubrots als Nebenbeschäftigung ausgeübt wurde. Harz wurde als Rohstoff zur Herstellung von Pech, Teer und Terpentin benötigt.

## Begrifflichkeiten
Neben Harzer sind auch die Bezeichnungen Harzbrenner (Pfalz), Pecher (Niederösterreich), Pechler, Pechsieder, Harzeinsammler und Harzscharrer gebräuchlich gewesen.

## Handwerk
Die Harzer pachteten sich ein Stück Wald oder waren in Forstbetrieben angestellt. Pro Saison erntete ein Harzer um die neun Tonnen Harz aus etwa 3000 Bäumen. Für seine Arbeit verwendete der Harzer Schaber, Hobel, Tropfrinnenzieher und Topf.
Von alters her weit verbreitet ist das Harzen von Kiefern in Form der Lebendharzung. Durch Entfernen einiger Rinde am Stamm und durch Einschnitte im darunter liegenden Holz wird der Baum verletzt, das ablaufende Harz wird aufgefangen, gesammelt und weiterverarbeitet. Durch diese Verletzungen und das „Ausbluten“ des Holzes wurde dieses als Bau- oder Nutzholz weitgehend unbrauchbar. Das war ein Grund, warum zwischen Harzern und Forstleuten Feindschaft herrschte.
Der Ertrag von Harz hing vom Wetter ab; nur wenn es warm und feucht ist, scheiden Bäume das Harz aus, so dass südliche Länder im Vorteil waren.
Zur Ertragssteigerung wurden auch Schwelöfen (im Pfälzerwald: Harzöfen) verwendet, mit deren Hilfe die Holzrohstoffe (harzhaltiges Kienholz) in einem Pyrolyse-Verfahren zu Harz und Pech verarbeitet wurde. Die Harzbrennerei wurde zum Teil stark reglementiert, um Holzfrevel zu unterbinden.
Im 19. Jahrhundert wurden immer größere Anlagen zur Harzgewinnung gebaut, die Arbeiter waren die Harzer oder auch Pechsieder. In der Pfalz zeugen heute noch Namen von Straßen und Ortsteilen (Harzofen in Kaiserslautern und bei Elmstein) von dem seit dem beginnenden 20. Jahrhundert untergegangenen Gewerbe.
Aus Harz wurde Pech gewonnen. Wenn die Pechsieder es kochten, löste es sich in die Bestandteile Kolophonium und Terpentin auf. Diese wurden als Schmier-, Dichtungs- und Lösungsmittel sowie als Kleber in der Papierproduktion verwendet.
1914 begannen die Deutschen mit dem Abbau von Harz nur, weil die Handelspartner für den Rohstoff wegen des Weltkriegs fehlten. In der Deutschen Demokratischen Republik wurde noch bis zur Wende in großem Umfang auf diese Weise Harz gewonnen. Auf eindrückliche Weise schildert das detailliert Michael B. Nowka in seinen Aufzeichnungen Zweige verwandelt in Hände. Aus dem Tagebuch eines Kiefernharzsammlers (1983 –1990): „Wir Harzer in der DDR waren Leistungslöhner. Und Langstreckengeher. Zehn bis zwanzig Kilometer pro Tag und mehr, je nach Baumdichte. (...) Fünftausend Tropfrinnen in vierzehn Tagen. (...) Fünfzig Pfennig bekam ich pro Kilogramm Harz. Um in der Saison etwa tausend Mark im Monat zu verdienen, damit es zur Überbrückung des geringeren Lohns im Winter reichte, mußte ich jeden Tag tausend hundertjährige Kiefern anreißen. Das waren fünftausend Kiefern pro Woche. Im Sekundentakt rechts und links der Tropfrinne zwei halbzentimetertiefe und unterarmlange Schnitte. Direkt ins helle, lebende Splintholz. Dort durchtrennte ich die Harzkanälchen. Das zähe, noch glasklare Harz tropfte dann einige Stunden über den Riß und die Tropfrinne in den Auffangtopf, bis der Baum die Wunde durch Kristallisieren des Harzes schloß.“
Der Beruf des Harzers verschwand vor allem deshalb, weil Billiglohnländer die mitteleuropäischen Anbieter verdrängten; außerdem ersetzen inzwischen vielfach synthetisch hergestellte Kunstharze die Naturharzprodukte.